# 布爾布爾河
布爾布爾河（法語：Bourbre，法語發音：[buʁbʁ]）是法國奥弗涅-罗讷-阿尔卑斯大区伊泽尔省与罗讷省的河流，位於該國中東部，屬於罗讷河的左支流，河道全長72公里，流域面積703平方公里，平均流量每秒7.85立方米，發源自比尔桑，河口處在沙瓦诺兹。

## 外部連結
- http://www.geoportail.fr （页面存档备份，存于）
- Sandre数据库中的布爾布爾河